# Joseph Karl Maly
Joseph Karl (Carl) Maly (1797 – 1866) fue un botánico austríaco.

## Algunas publicaciones

### Libros
- 1837. Systematische Beschreibung der gebräuchlichsten in Deutschland wildwachsenden oder kultivirten Arzneigewächse: zum Gebrauche für studierende Aerzte, Wundärzte und Apotheker (Descripción sistemática de las plantas medicinales más comunes en Alemania, silvestres o cultivadas : para el uso de los estudiantes de medicina, cirujanos y farmacéuticos). Ed. Ludewi. 134 pp.

- 1838. Flora styriaca, oder , nach natürlichen Familien geordnete : Übersicht der in Herzogthume Steyermark wildwachsenden und allgemein gebauten, sichtbar blühenden Gewächse und Farrn ... Ed. E. Ludwig. 159 pp.

- 1848. Nachträge zu seiner im Jahre 1838 erschienenen Flora Styriaca (Addenda a la publicación de 1838 Flora styriaca). Ed. von Jac. Fr. Dirnböck. 20 pp.

- 1848. Enumeratio plantarum phanerogamicarum Imperii Austriaci universi. xvi + 424 pp.

- 1858. Anleitung zur Bestimmung der Gattungen der in Deutschland wildwachsenden und allgemein kultivirten phanerogamischen Pflanzen: nach der sehr leichten und sicheren analytischen Methode ; zum Gebrauche für die Besitzer von Koch's Synopsis und Taschenbuch, und von Kittel's Taschenbuch der Deutschen ... (Instrucciones para determinar los géneros de silvestres en Alemania y en general de las plantas cultivadas fanerógamas: por el método de análisis muy ligero y seguro, para el uso de los propietarios de Sinopsis de Koch y de bolsillo, en rústica y Kittel de la alemana ...) Ed. Wilhelm Braumüller. 170 pp. Edición de 2010 ISBN 1160301352

- 1861. Nachträge zu Maly's Enumeratio Plantarum phanerogamicum Imperii Austriaci universi, &c

- 1862. Botanik für Damen: Enthaltend die Anfangsgrüde und Systemkunde (Botánica para damas: que contiene el sistema y el cliente Anfangsgrüde). Ed. Gerold. 322 pp.

- 1863. Systematische Beschreibung der in Österreich wildwachsenden und kultivirten Medicinal-Pflanzen... (descripción sistemática de las plantas medicinales de Austria en el medio silvestre y cultivado ...) Ed. W. Braumüller. 190 pp.

- 1864. Oekonomisch-technische Pflanzenkunde, &c. 221 pp.

- 1908. Flora von Steiermark, eine systematische Bearbeitung der im Herzogtum Steiermark wildwachsenden oder im Grossen gebauten Farn- und Blütenpflanzen nebst einer pflanzengeographischen Schilderung des Landes, vi + 330 pp.

- 2010. Medicinal-Pflanzen. 208 pp. ISBN 1140469347

## Honores

### Epónimos
- (Poaceae) Malya Opiz[1]